# Don Chuck story/Zawa Zawa
Don Chuck story/Zawa Zawa è un singolo di Nico Fidenco con il coro I Castorini pubblicato nel 1981.

## Descrizione
Don Chuck story è un singolo di Nico Fidenco scritto da Paolo Lepore e Paolo Moroni su musica di Nico Fidenco e arrangiamenti di Giacomo Dell'Orso, come sigla della seconda parte della serie Don Chuck Castoro, utilizzata a partire dal trentesimo episodio, visto che in Italia le serie sono state unite sotto lo stesso titolo per un totale di 99 episodi. Il brano vede la partecipazione del coro dei Piccoli Castorini poi diventati I nostri figli di Nora Orlandi di cui faceva parte una giovanissima Georgia Lepore.
Zawa Zawa è un brano musicale strumentale composto ed arrangiato da Detto Mariano, che si ispira alla serie. Nell'intestazione del disco non viene ufficialmente attribuito a nessun esecutore ma nei crediti è presente il nome dell'autore.